# Kalajevo (Lukavac, BiH)
Kalajevo je naselje u općini Lukavac, Federacija BiH, BiH.

## Stanovništvo
Nacionalni sastav stanovništva 1991. godine, bio je sljedeći:
ukupno: 163
- Hrvati - 109
- Muslimani - 18
- Srbi - 5
- Jugoslaveni - 13
- ostali, neopredijeljeni i nepoznato - 18